# 広安駅
広安駅 (クァンアンえき)は、大韓民国釜山広域市水営区にある釜山交通公社2号線の駅である。駅番号は209。

## 駅構造
相対式ホーム2面2線の地下駅。フルスクリーンタイプのホームドアが設置されている。出入口は6箇所に設けられている。

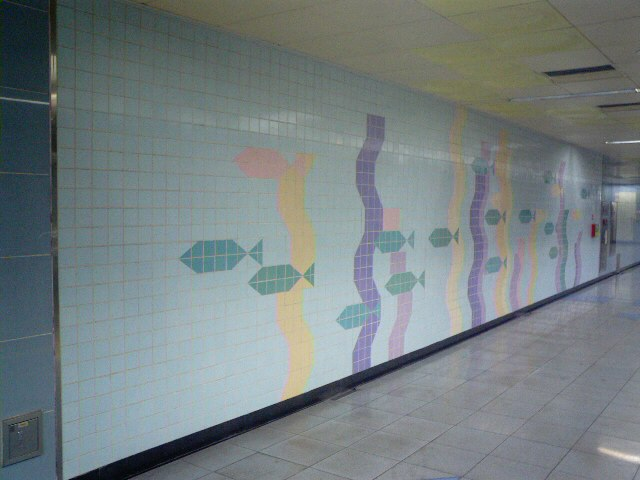
構内壁面のモザイクタイル（2009年1月）
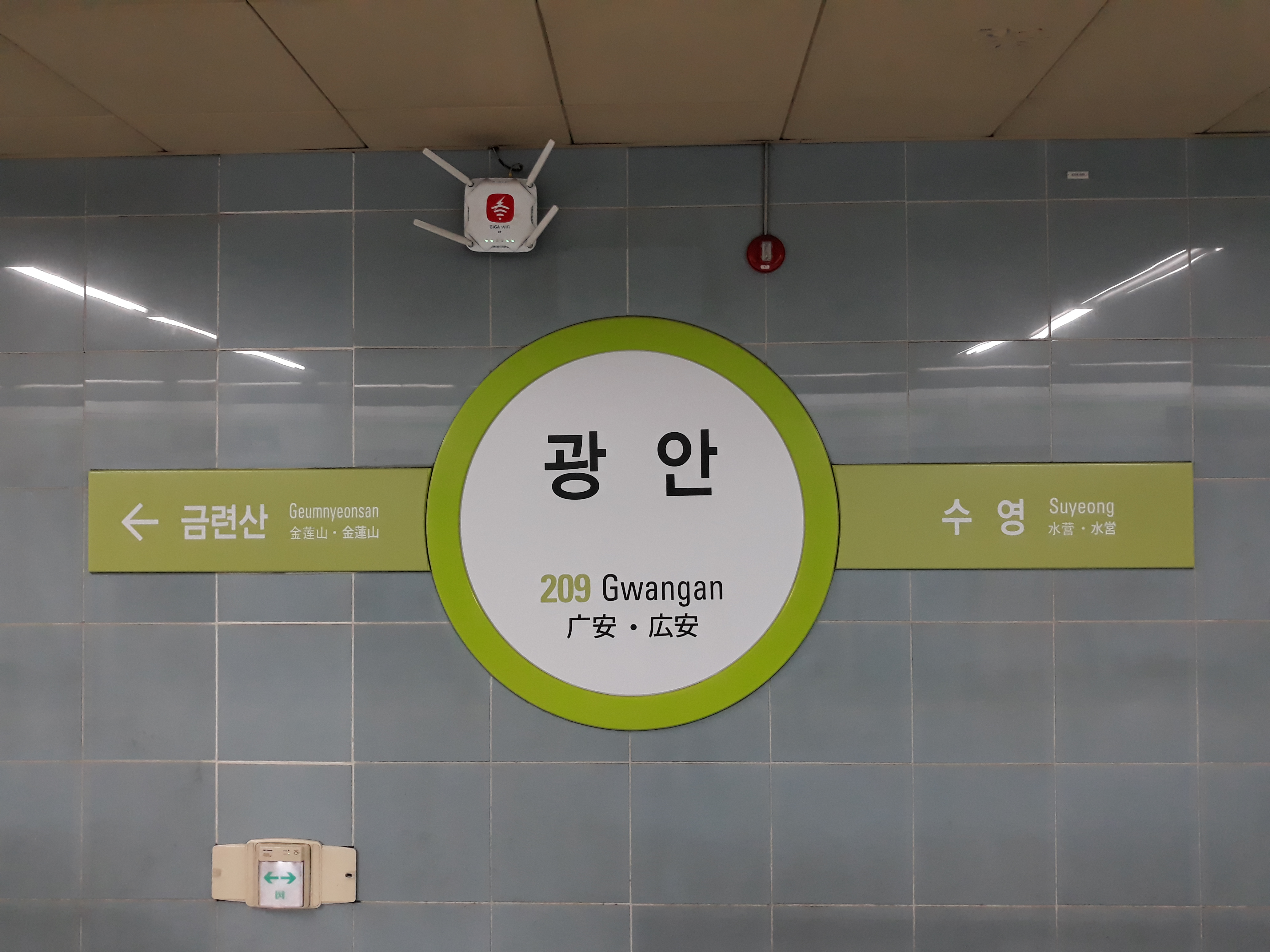
駅名標

### のりば
| 上り | 2号線 | 萇山方面 |
| 下り | 2号線 | 梁山方面 |

## 歴史
- 2002年1月16日 - 開業。

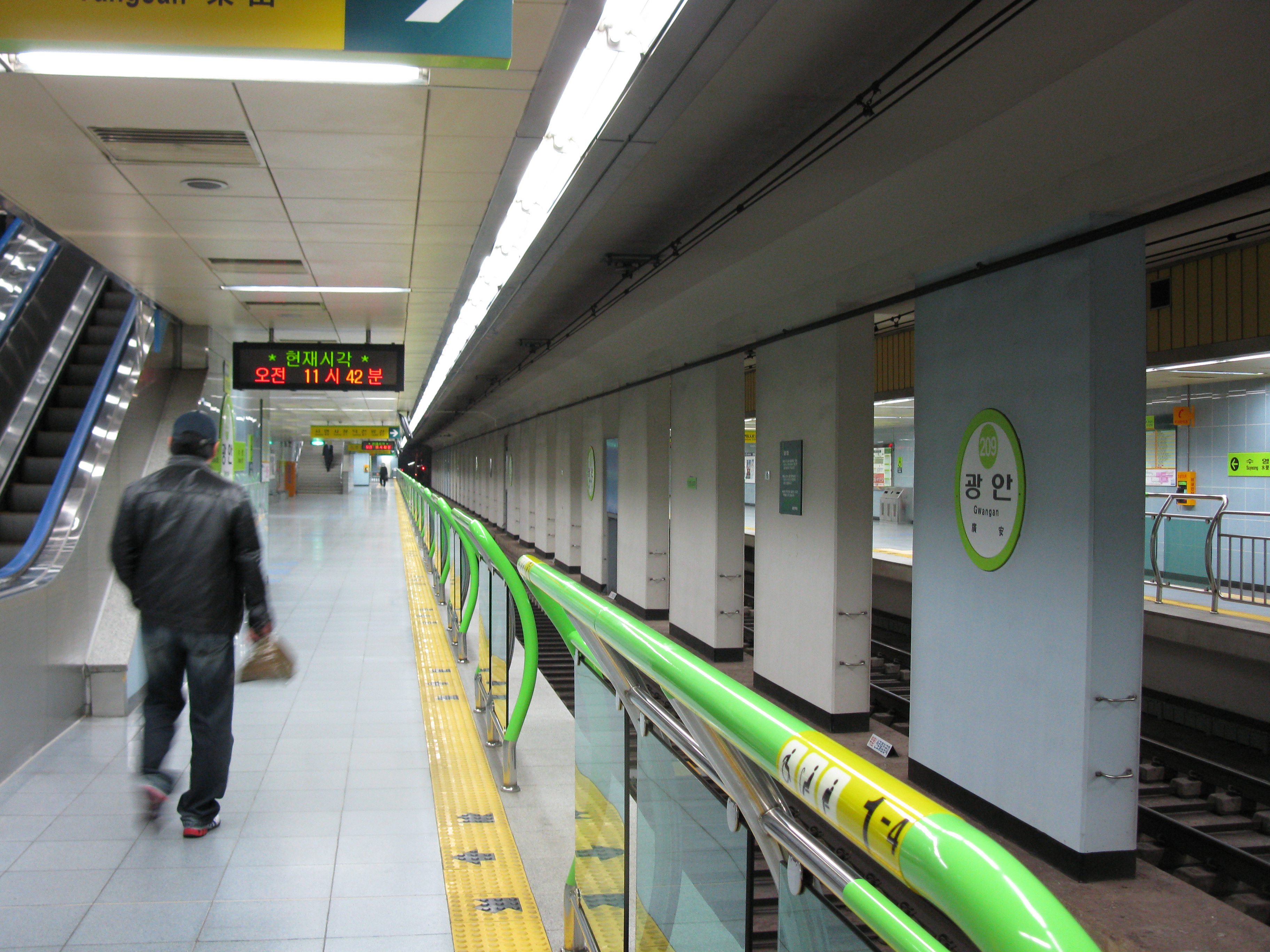
ホームドア設置前（2009年2月）

## 駅周辺
- 広安里海水浴場
- 広安大橋
- 釜山日本人学校
- 広安初等学校
- 広安洞郵便局
- 広安2洞行政福祉センター
- 釜山南部警察署広安4治安センター
- 釜山水営中学校
- 慈母女性病院
- 国民銀行広安洞支店
- 釜山銀行広安洞支店

## 隣の駅
釜山交通公社
 2号線
水営駅 (208) - 広安駅 (209) - 金蓮山駅 (210)